# Emilio Magistretti

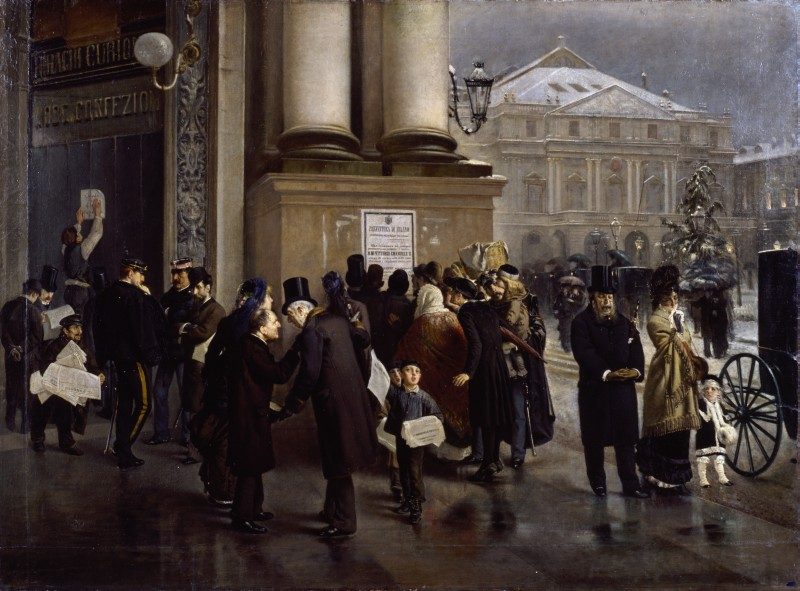
Il 9 gennaio 1878 a Milano. Annuncio della morte di Vittorio Emanuele II, 1880 (Fondazione Cariplo)

Emilio Magistretti (Milano, 26 giugno 1851 – Milano, 31 marzo 1936) è stato un pittore italiano.

## Biografia
La sua formazione si compie all'Accademia di Belle Arti di Brera dal 1871 al 1875, sotto la guida di Francesco Hayez, che lo sceglie come accompagnatore nel viaggio in Italia del 1879. Inizialmente si dedica a diversi generi pittorici – dalle scene di genere, a soggetti sacri, alla pittura prospettica – cimentandosi con successo nella ritrattistica, nei soggetti animali e nel paesaggio negli anni di passaggio tra i due secoli.
La sua affermazione artistica procede dal 1880, quando vince un premio del ministero della pubblica istruzione. Raggiunge la notorietà come ritrattista, particolarmente apprezzato presso i ceti dirigenti borghesi per il suo moderato naturalismo. Nel 1926 pubblica la sua autobiografia corredata da un ricco repertorio di riproduzioni delle sue opere più celebri.

## Opere
- Il 9 gennaio 1878 a Milano. Annuncio della morte di Vittorio Emanuele II (1879-1880)